# Шарка слив
Ша́рка сли́в (англ. plum pox; ще — віспа слив) — хвороба, яку спричинює вірус віспи слив (англ. Plum pox potyvirus (PPV)). PPV — лінійний одноланцюговий РНК-вмісний вірус. Відомо шість штамів цього вірусу: PPV-D, PPV-M, PPV-EA, PPV-C, PPV-Rec (рекомбінантний), і PPV-W. Хвороба розвивається на сливі, а також на аличі, терені, абрикосі, персику, диких видах роду Prunus.

## Ознаки ураження

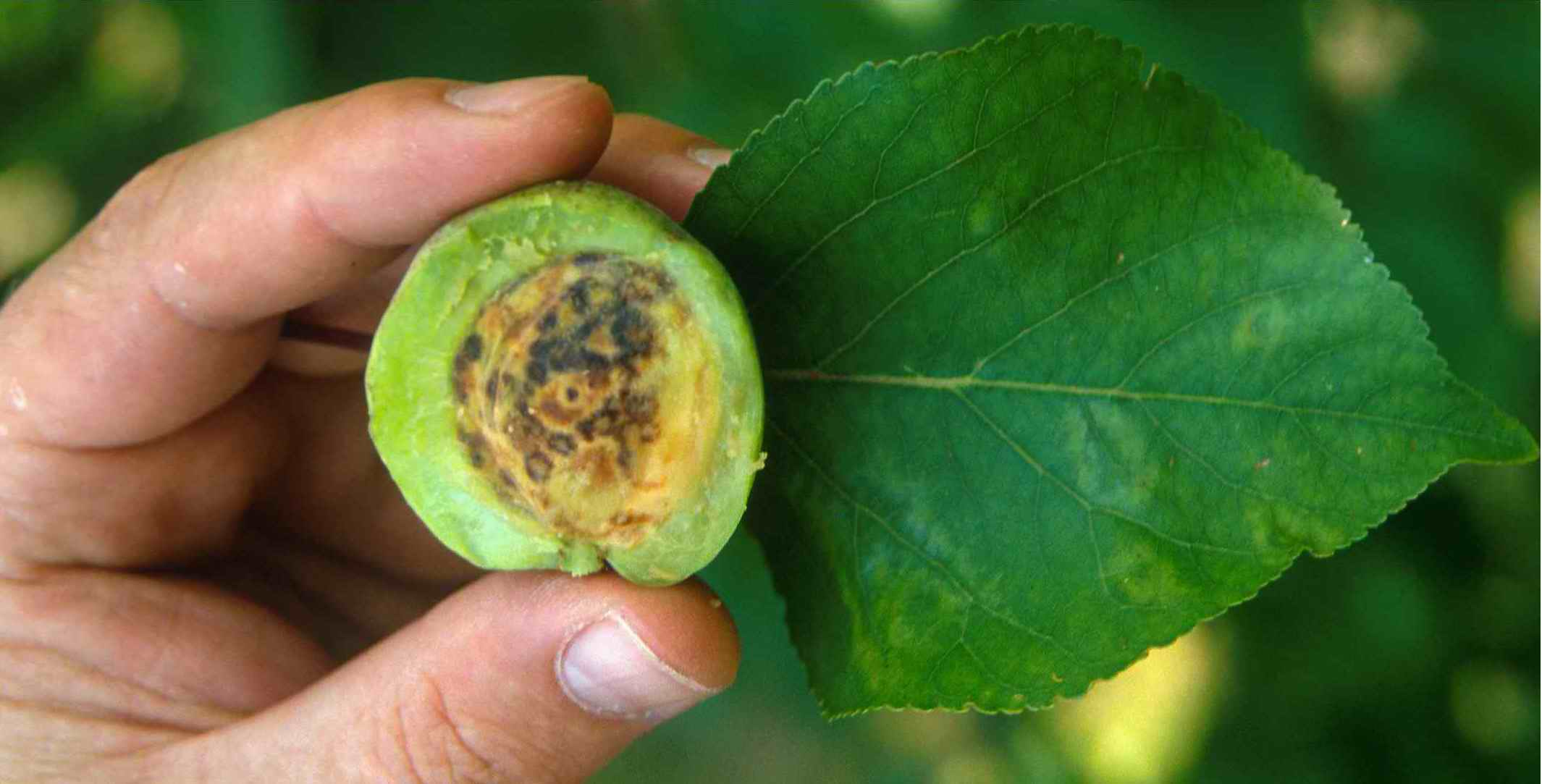
Плід і листок абрикоса, уражені шаркою слив

Хвороба проявляється на листках у вигляді розпливчастих плям, кілець, дуг та смуг і на плодах у вигляді вдавлених темно-фіолетових плям, кілець та смуг. Тканина м'якоті плоду під плямами ущільнена, червоно-бура, заповнюється каміддю. На різних породах і сортах симптоми захворювання значно варіюють, а за певних умов можуть зовсім не проявлятись.
Патологічний ефект хвороби виражається в ослабленні і нерідко загибелі дерев, втраті товарної якості плодів (плоди стають дрібними, гіркими або без смаку), їх достроковому осипанні та зниженні врожайності від 25 % до повної втрати.
Площа зараження приватних та промислових садів шаркою слив у 2005 році в Україні зменшилась на 16 га в Тернопільській області, в основному за рахунок розкорчовування старих садів та переведення площі у поля сівозміни. А в Севастополі знято повністю карантинний режим по віспі слив на території 7 га, в зв'язку з розкорчовуванням старих садів. Загальна площа зараження становить на 1.01.2006 року 4 543,9 га. Віспа слив зареєстрована в АР Крим, Закарпатській, Львівській, Одеській, Тернопільській та Чернівецькій областях.
Перенесення вірусу в нові регіони і країни найбільш часто відбувається із зараженими, не сертифікованими рослинами для посадки. Вірус шарки слив поширюється із зараженими прищепним та посадковим матеріалом, із хворою кореневою паростю, насінням та комахами-переносниками (попелицями).

## Боротьба з хворобою

### Карантинні заходи
- заборона завезення садивного матеріалу у вільні зони з регіонів поширення захворювання;
- карантинний огляд, лабораторна експертиза;
- обстеження посадок: через 21—28 днів після цвітіння, в період дозрівання плодів;

### Агротехнічні заходи
- в зонах суцільного ураження заміна сприйнятливих сортів стійкими і толерантними;
- в зоні часткового ураження обов'язкове знищення уражених дерев радикальним методом з негайним спалюванням викорчуваних дерев та дезінфекцією засобів та інвентарю;
- боротьба з комахами-переносниками.